# Wierzchowiska Drugie (Wierzchowiska)
Wierzchowiska Drugie – część wsi Wierzchowiska w Polsce położona w województwie lubelskim, w powiecie świdnickim, w gminie Piaski. Przez miejscowość przebiega droga ekspresowa S12.
W latach 1975–1998 miejscowość należała administracyjnie do województwa lubelskiego.
Wieś jest sołectwem w gminie Piaski.

## Zabytki
Według rejestru zabytków NID na listę zabytków wpisany jest zespół dworski, zbudowany przez ród Koźmianów w poł. XIX, nr rej.: A/765 z 11.07.1978.
- dwór w Wierzchowiskach; ostatnim właścicielem ziemskim prosperujących dóbr i dworu był Jan Koźmian (1896-1975), który dostał majątek w Wierzchowiskach od swojego stryja.
- kordegarda
- budynki gospodarcze
- park.

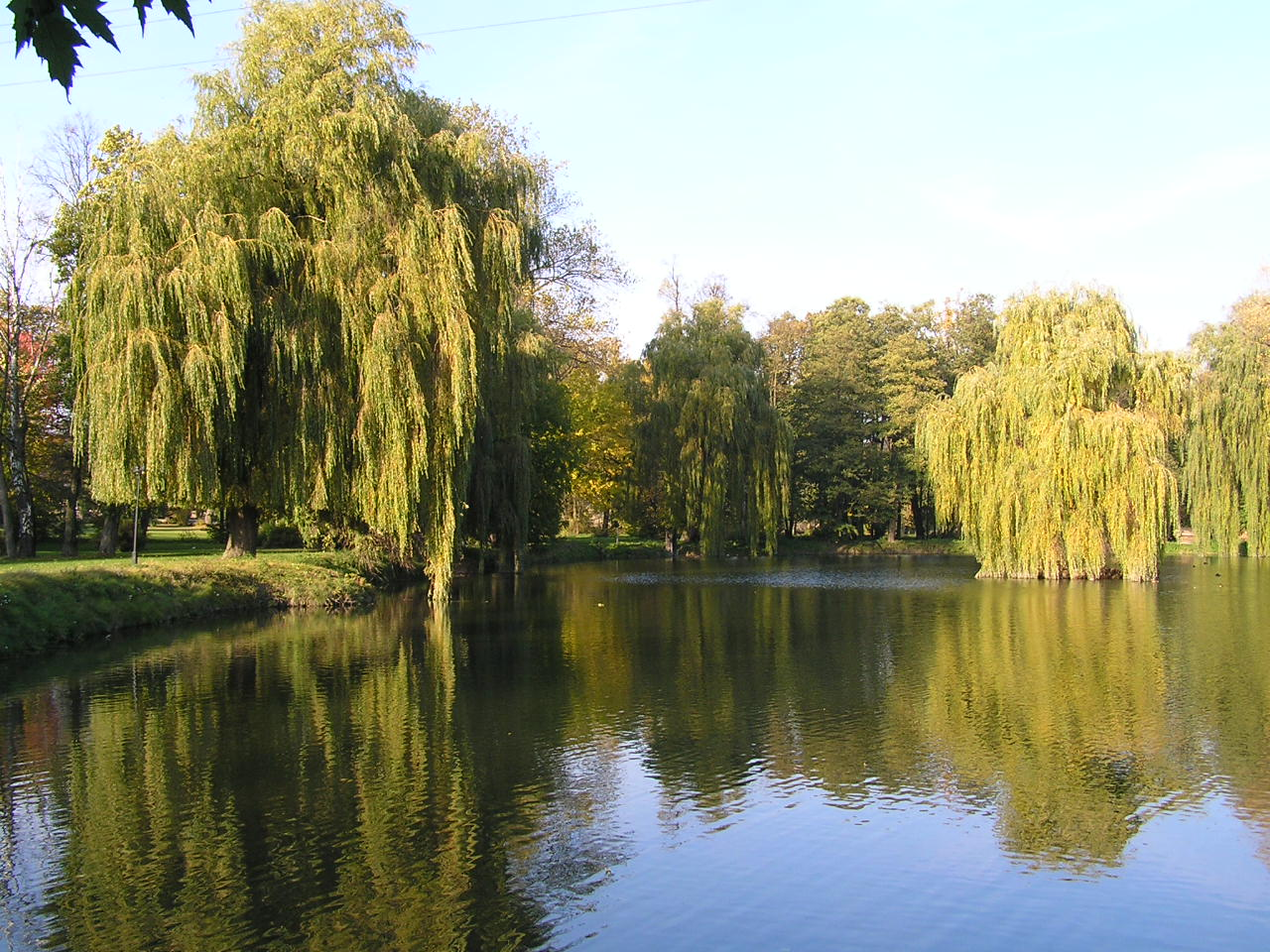
Park
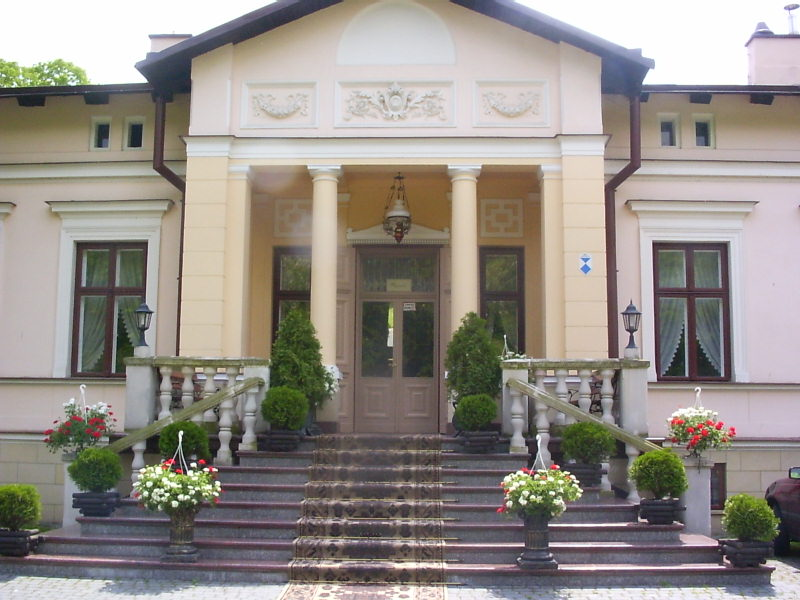
Dwór
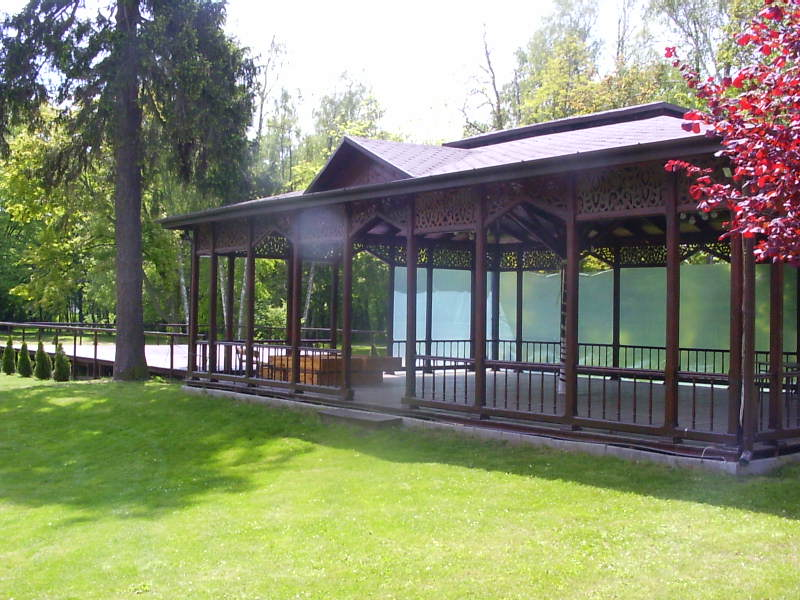
Pawilon w parku
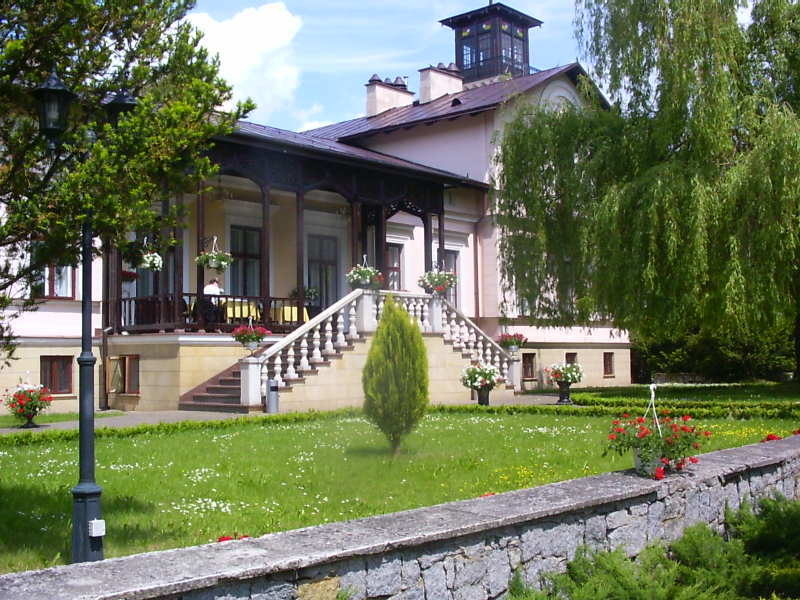
Zespół pałacowy
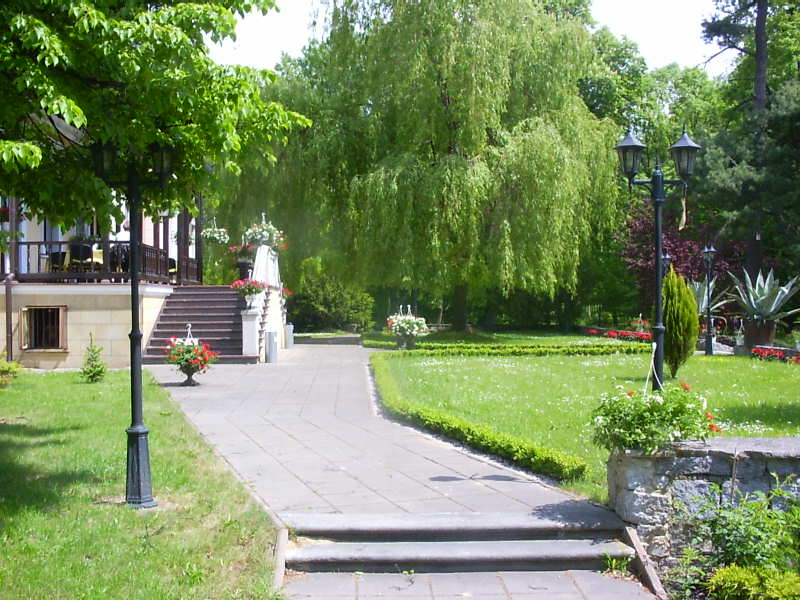
Park